# Пристор, Александр

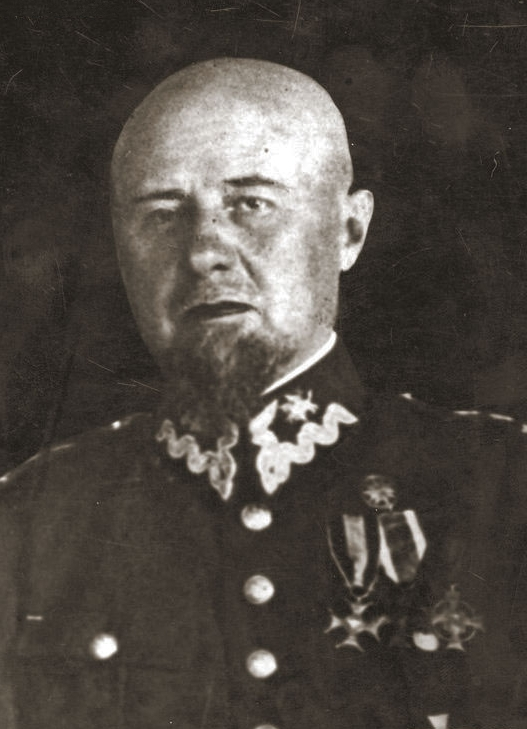
Александр Пристор. 1932 г.

Александер Блажей Прыстор или Пристор (пол. Aleksander Błażej Prystor; 2 января 1874, Вильна — 1941[…], Бутырская тюрьма или Москва) — польский политический и государственный деятель Второй Речи Посполитой, премьер-министр Польской Республики (с 27 мая 1931 по 9 мая 1933 года).
Псевдонимы и партийные клички — «Катаяма», «Богдан», «Рафал».

## Биография

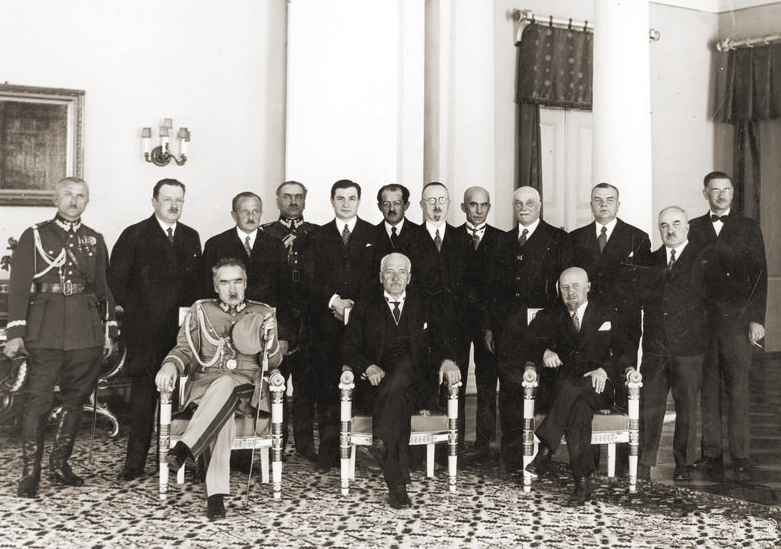
Правительство Александра Пристора. 1931 год

Сын машиниста-железнодорожника. После окончания гимназии в Вильно в 1894 году, учился на физико-математическом факультете Московского университета. Затем, с 1900 года, изучал медицину в Москве, а позже в университете Тарту. В 1902 году был вынужден оставить учёбу, после чего вернулся в Вильно, где устроился на работу в банк. С ноября 1903 года до сентября 1904 года проходил воинскую службу в сапёрном батальоне в Вильно.
В конце 1890-х годов включился в подпольное социалистическое движение на территории Литвы.
В 1904 году Пристор был одним первых организаторов протестов против призыва поляков на царскую воинскую службу в ходе русско-японской войны. Сконструировал бомбы, которыми был разрушен памятник императору Александру в Лодзи.
В 1905 году — один из организаторов и активный член Боевой организации Польской социалистической партии (БО ППС) и ППС — революционная фракция. Принимал участие в Союзе активной борьбы и военной организации — Стрелецкий союз. Руководил Боевым отделом и первыми «десятками» боевиков. В дальнейшем командовал подготовкой ко многим громким акциям БО ППС — нападениям на кассы и почты, террористическим атакам на солдат, офицеров и полицейских Российской империи, актам диверсий и саботажа, а также защитой социалистических демонстраций и манифестаций.
В 1908 году в числе боевиков Польской социалистической партии под руководством будущего польского национального героя и главы государства Юзефа Пилсудского участвовал в экспроприации средств из почтового поезда на станции Безданы.
В марте 1912 года был арестован Охранным отделением. С 1912 года находился в заключении в X павильоне Варшавской цитадели, с марта 1914 года находился в Орловской тюрьме.
Был освобождён Февральской революцией в России, с 1917 года действовал в подпольной Польской военной организации.
Участник советско-польской войны в 1919—1921 годах. С 1922 года служил на командных постах в рядах Войска Польского. Полковник.
Был близким другом и соратником Ю. Пилсудского, входил в так называемую «группу полковников».
В 1929—1930 годах — министр труда и социальной опеки, a в 1930—1931 годах — министр промышленности и торговли Польской Республики.
С 27 мая 1931 по 9 мая 1933 года — премьер-министр Польши.
В 1930—1935 годах — депутат сейма от Беспартийного блока сотрудничества с правительством, в 1935—1939 годах — член Сената, его маршалок в 1935—1938 годах.
После польского похода РККА и падения Польши с сентября 1939 года скрывался на территории нейтральной Литвы. После вступления Красной Армии в страны Балтии в июне 1940 года был арестован НКВД. Его задержание органы НКВД считали большим успехом, так как А. Пристор считался почти синонимом контрреволюционера и был широко известен как ярый враг СССР.
Из Каунаса перевезен в Москву, где был приговорен к смертной казни. В конце июля 1941 года смертный приговор был заменён на 10 лет тюрьмы.
Находился в заключении в Бутырской тюрьме, вскоре тяжело заболел и умер в августе или октябре 1941 года.
Место захоронения Пристора — неизвестно. Символическая могила Александра Пристора находится сейчас на варшавском кладбище Повонзки.

## Награды
- Серебряный крест ордена Virtuti Militari
- Орден Возрождения Польши
- Командорский крест ордена Возрождения Польши
- Крест Независимости с мечами
- Крест Храбрых
- Большой крест Ордена Христа (Португалия, 1931)